# Nicolas François Thérèse Gondallier de Tugny

Nicolas François Thérèse Gondallier de Tugny, né le 26 janvier 1770 à Bouffignereux (Aisne), mort le 30 octobre 1839 à Bourguignon-sous-Montbavin (Aisne), est un général français de la Révolution et de l’Empire.

## État de service

### Ancien Régime
Breveté sous-lieutenant à l'École militaire de Paris le 26 janvier 1785, il est reçu élève sous-lieutenant d'artillerie, le 46e sur 48 à l'École d'artillerie de La Fère le 1er septembre 1786.

### Guerres de la Révolution française
Il est nommé, le 30e sur 41, officier surnuméraire au 7e régiment d'artillerie à pied le 1er septembre 1789.
Il est autorisé à passer au service de Naples comme général de brigade par décision impériale du 31 décembre 1809. Il fut promu général de division au service de Naples le 27 juin 1813.
Il est admis à la retraite le 6 octobre 1815, à l'âge de 45 ans.

## Titres, décorations, honneurs
- Baron d’Empire le 10 avril 1812
- Légion d'honneur
  - chevalier de la Légion d'honneur le 14 juin 1804
  - officier de la Légion d'honneur le 13 juillet 1809
- Commandeur de l'Ordre royal des Deux-Siciles (vers 1811[1])

## Sources
- Georges Six : Dictionnaire biographique des généraux et amiraux français de la Révolution et de l'Empire (2 vol. 1934)
- « Cote LH/1166/48 », base Léonore, ministère français de la Culture